# 岐阜県道295号関記念公園線
岐阜県道295号関記念公園線（ぎふけんどう295ごう せききねんこうえんせん）とは、岐阜県関市内を通る一般県道（岐阜県道）である。岐阜県百年公園へのアクセス道路である。

## 概要

### 路線データ
- 起点：岐阜県関市小屋名（岐阜県百年公園北口）
- 終点：岐阜県関市小屋名（岐阜県道79号関本巣線交点）

## 路線状況

### 橋梁
- 百年橋（津保川）

## 地理

### 通過する自治体
- 岐阜県
  - 関市

### 交差する道路
- 岐阜県道79号関本巣線（関市小屋名）

### 周辺
- 岐阜県百年公園
- 岐阜県博物館